# Чудесна девојка
Чудесна девојка (енгл. Something Wild), алтернативно Нешто дивље, амерички је криминалистички комедијски филм из 1986. године, у режији Џонатана Демија, а по сценарију Е. Макс Фраја. Главне улоге играју: Мелани Грифит, Џеф Денијелс и Реј Лиота.

## Радња
Девојка по имену Лулу „киднапује” просперитетног банкара Чарлса Дригса, који није платио рачун после ручка у кафићу, и уплиће га у чудне авантуре. Заједно крећу на путовање од Њујорка до Пенсилваније, током којег резервисани и озбиљни Чарлс почиње да подлеже шарму независне и дивље Лулу. На поновном окупљању наилазе на Лулуиног бившег мужа Реја Синклера, који је недавно изашао из затвора. Како филм напредује, између Чарлса и Реја се развија ривалство, које се завршава тучом. Као резултат интервенције полиције, Чарлс губи Лулу из вида, али покушава да је пронађе свуда. А сада, када већ очајнички жели да је пронађе, у истом кафићу среће Лулу.